# Felsensteinkraut
Das Felsensteinkraut (Aurinia saxatilis) ist eine Pflanzenart aus der Gattung Aurinia innerhalb der Familie der Kreuzblütler (Brassicaceae). Sorten werden in den gemäßigten Gebieten als Zierpflanzen in Parks und Gärten verwendet.

## Beschreibung

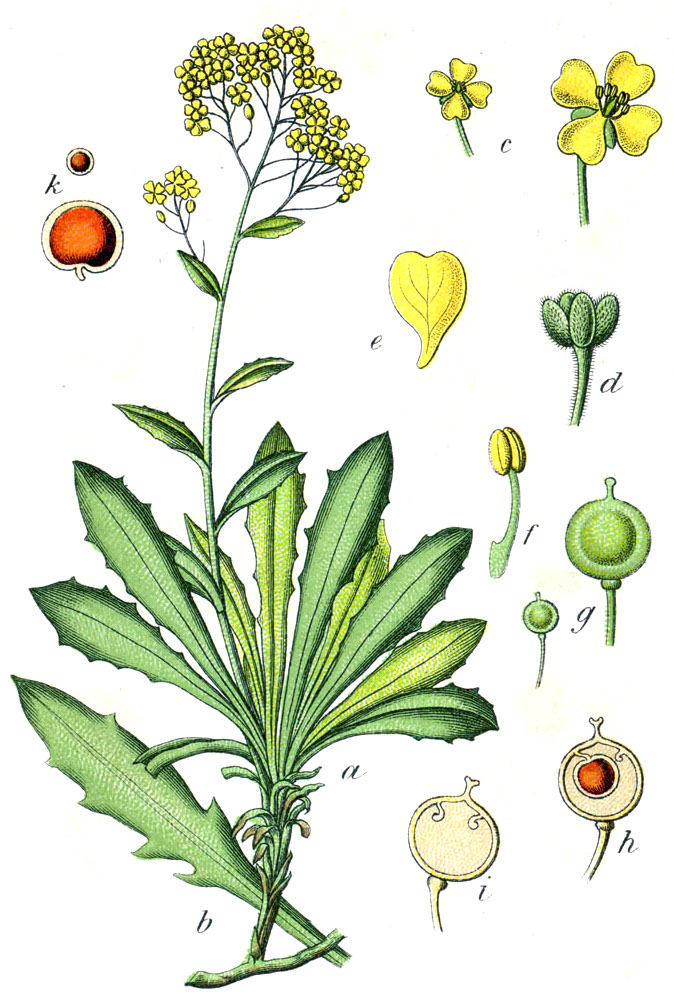
Illustration von Jacob Sturm

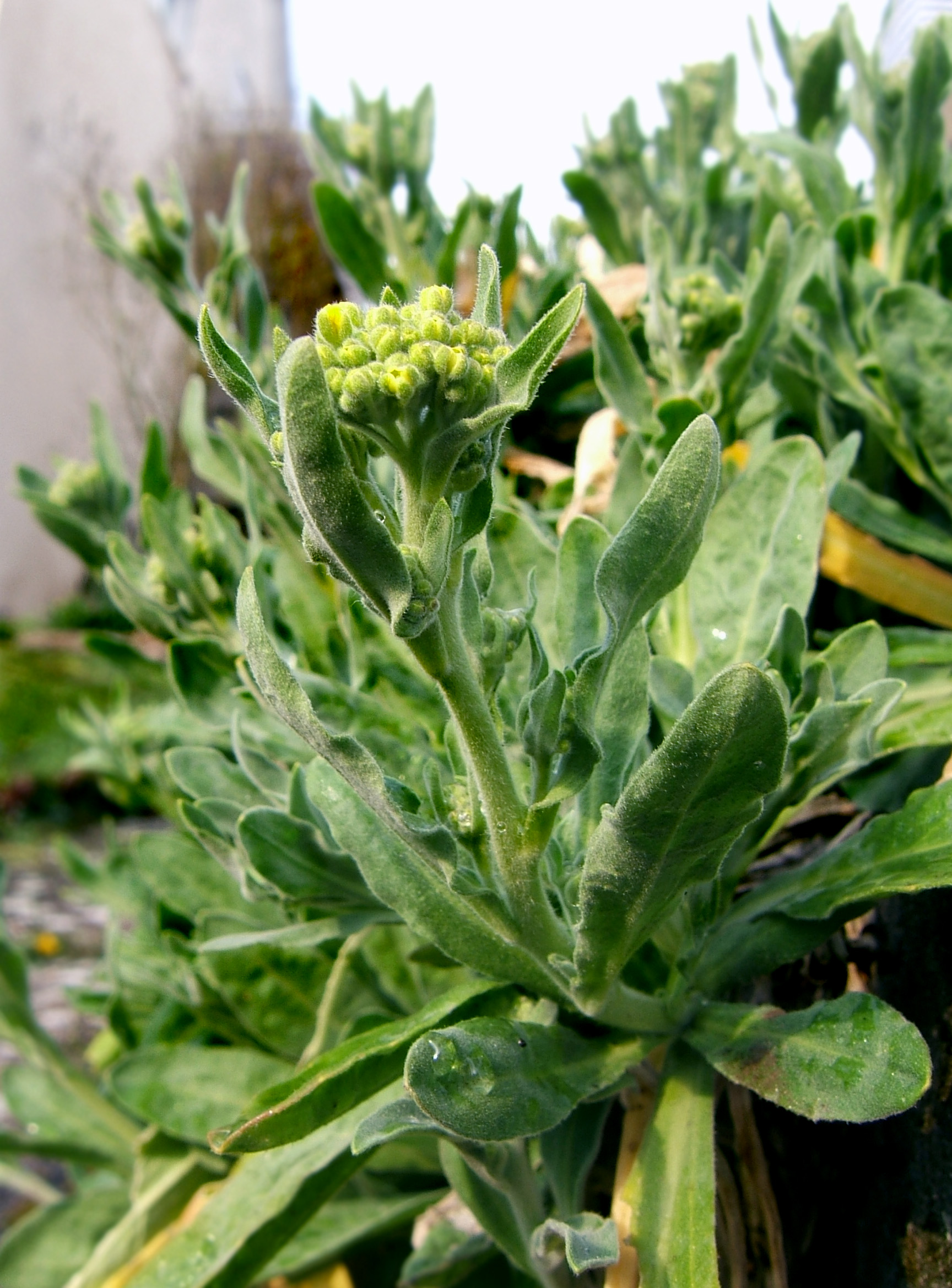
Habitus kurz vor der Anthese

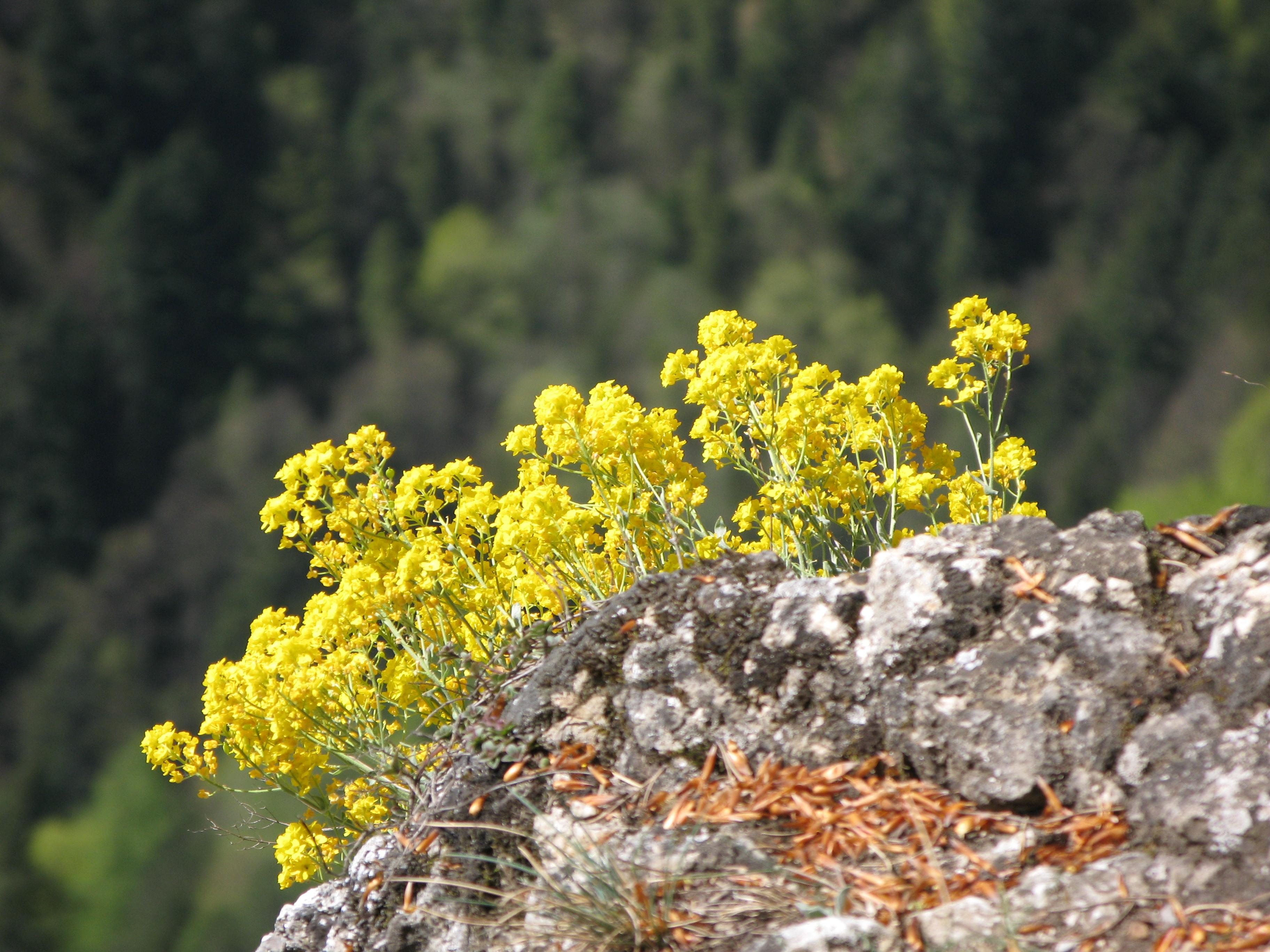
Am Standort in Blüte

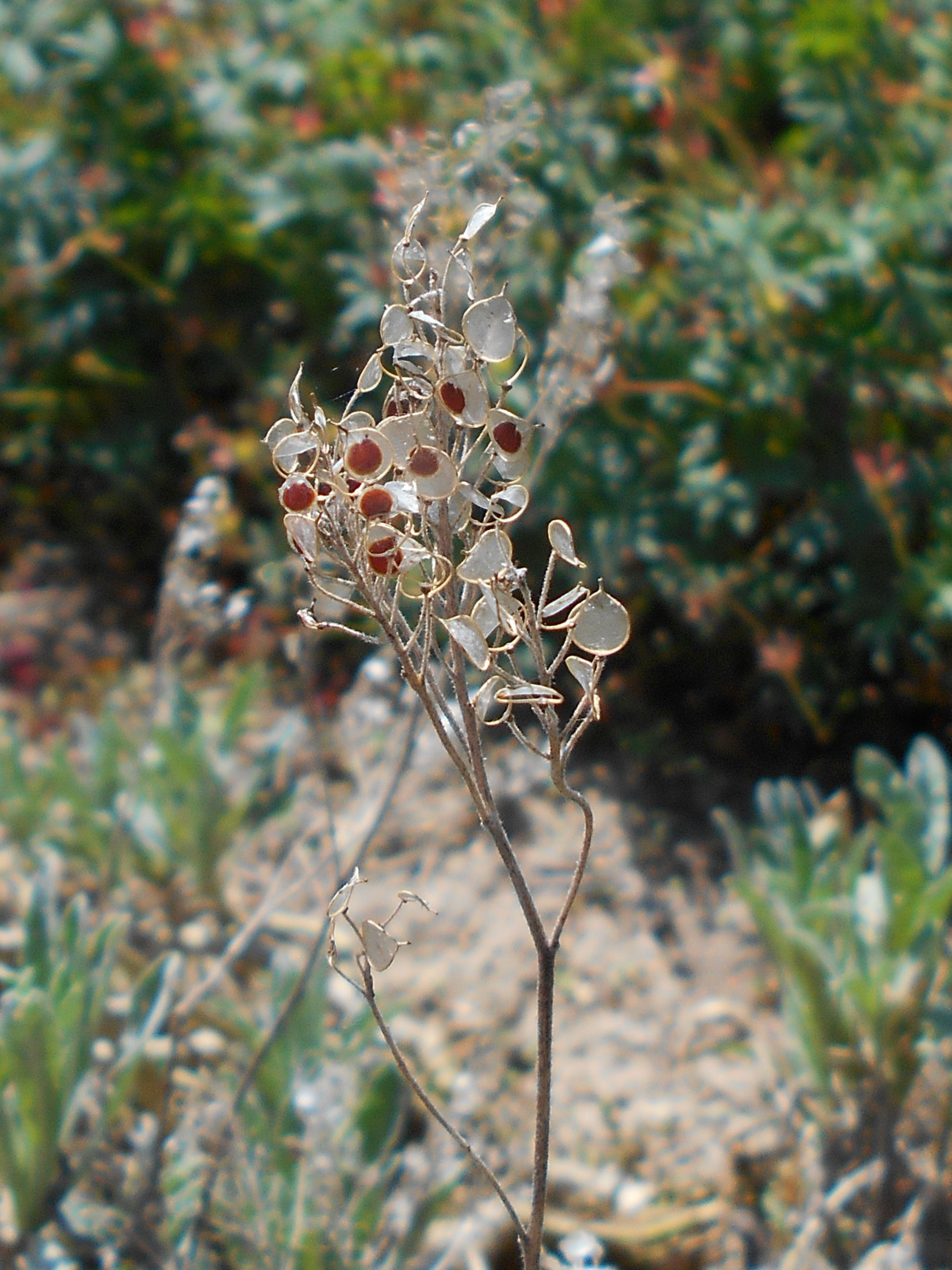
Habitus fruchtend

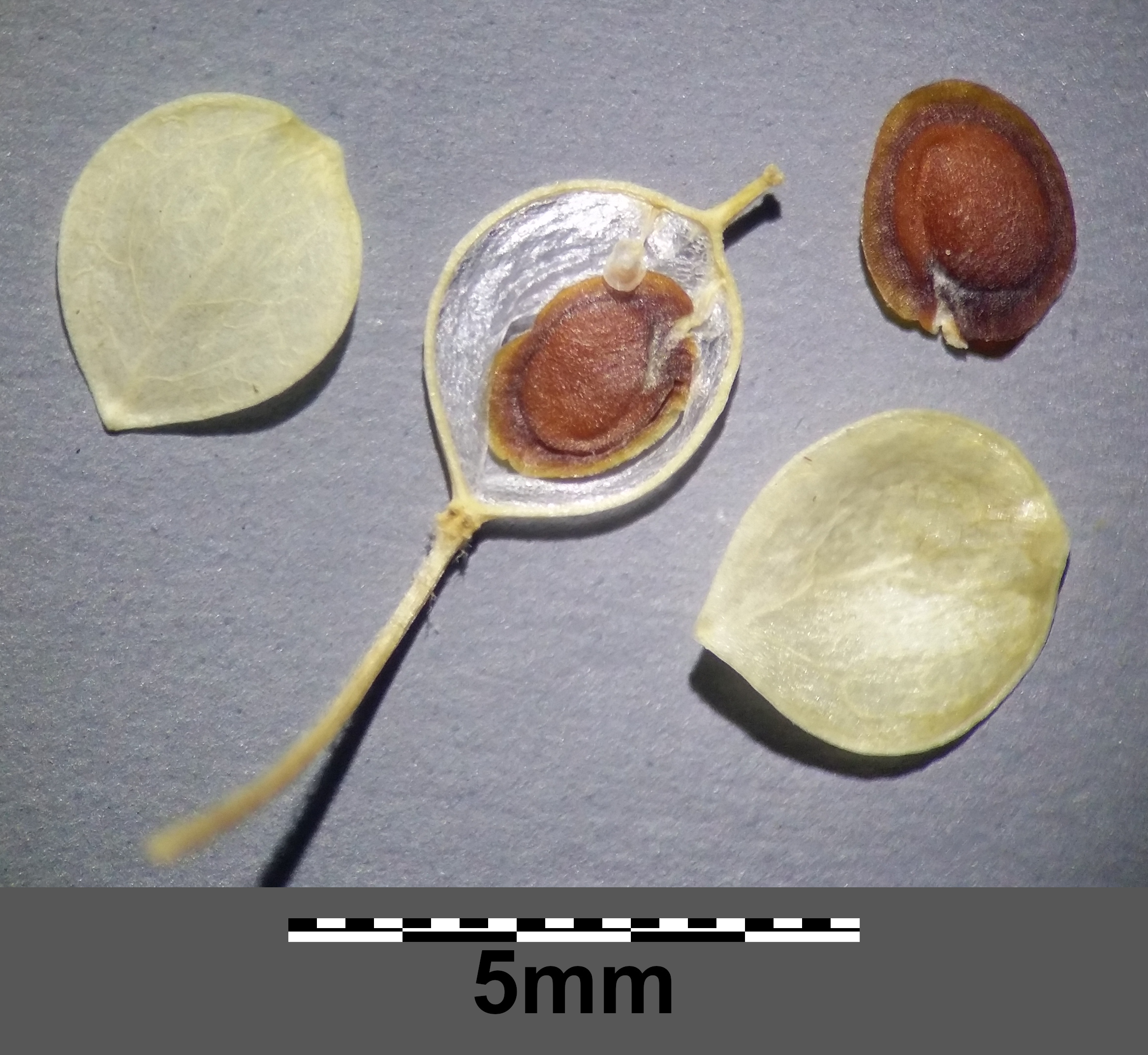
Schötchen und geflügelte Samen

### Vegetative Merkmale
Das Felsensteinkraut ist eine ausdauernde krautige Pflanze, die Wuchshöhen von 10 bis 35, selten bis zu 50 Zentimetern erreicht. Je Pflanzenexemplar sind meist mehrere aufrechte oder aufsteigende, verzweigte, fein grau behaarte Stängel vorhanden, die an ihrer Basis verholzen können. Die oberirdischen Pflanzenteile sind mit Sternhaaren fein flaumig behaart (Indument).
Die meisten Laubblätter sind grundständig angeordnet. Die Grundblätter sind in Blattstiel sowie -spreite gegliedert und insgesamt bis zu 20 Zentimeter lang. Ihr Blattstiel ist 0,5 bis 3, selten bis zu 4 Zentimeter lang. Ihre graugrüne, mehr oder weniger dicht behaarte, einfache Blattspreite ist bei einer Länge von meist 4 bis 8 (25 bis 12) Zentimetern sowie einer Breite von 0,5 bis 1,5, selten bis zu 2,5 Zentimetern verkehrt-eiförmig bis spatelförmig oder lanzettlich mit keilförmiger bis spitzzulaufender Basis und stumpfem bis spitzem, stumpfem oder gerundetem oberen Ende. Der Blattrand ist glatt oder wellig buchtig-gezähnt. Die Blattspreite der Stängelblätter ist verkehrt-lanzettlich bis linealisch.

### Generative Merkmale
Die Blütezeit reicht von April bis Mai. Viele gestielte Blüten sind einem anfangs schirmtraubigen durch Streckung der Blütenstandsachse bis zur Fruchtreife, dann traubigen Blütenstand angeordnet.
Die duftende und zwittrige Blüte ist vierzählig mit doppelter Blütenhülle. Die vier gelblichen Kelchblätter sind 1,5 bis 2,3, selten bis zu 4 Millimetern lang sowie 0,5 bis 1 Millimeter breit, am Rand trockenhäutig und fein behaart. Die gelben, kahlen Kronblätter sind bei einer Länge von 3 bis 5, selten bis zu 6 Millimetern sowie einer Breite von 1 bis 2,5 Millimetern verkehrt-eiförmig mit spitzzulaufender Basis und ausgerandetem oberen Ende. Die sechs Staubblätter sind tetradynamisch (viermächtig), also vier sind länger und zwei sind kürzer. Die Staubfäden sind im unteren Bereich flügelartig geweitet, breiter oder mit einem feinen Anhängsel. Die Staubbeutel sind 0,3 bis 0,5 Millimeter land. Der oberständige Fruchtknoten und jedes Fruchtknotenfach enthält zwei bis vier Samenanlagen. Der relativ kurze Griffel endet in einer zweilappigen Narbe. Es sind innen Nektardrüsen vorhanden.
Die Fruchtstiele sind aufrecht abstehend und meist 4,5 bis 10 (3 bis 13) Millimeter lang. Die relativ kleinen, kahlen, weißlichen Schötchen sind bei einem Durchmesser von 3,5 bis 6 Millimetern verkehrt-eiförmig, elliptisch bis kreisförmig und abgeflacht, besitzen einen beständigen 0,5 bis 1,5, bis zu 2,5 Millimeter langen Griffel und enthalten bis zu vier Samen. Die flachen, rot-braunen und rundum geflügelten Samen besitzen einen Durchmesser von 2 bis 3 Millimetern, ihre schmalen Flügel sind 0,3 bis 1,1 Millimeter breit.

### Chromosomensatz
Die Chromosomengrundzahl beträgt x = 8; es liegt meist Diploidie mit einer Chromosomenzahl von 2n = 16 vor; es wurde auch eine Chromosomenzahl von 2n = 48 gefunden.

## Ökologie
Beim Felsensteinkraut handelt es sich um einen scleromorphen, mesomorphen Hemiphanerophyten.

## Standorte in Mitteleuropa
Das Echte Felsensteinkraut gedeiht in Mitteleuropa ursprünglich in sonnigen Felsbandgesellschaften auf trocken-warmen, basenreichen, flachgründigen Steinböden (Kalkstein, Dolomit, Basalt, Glimmerschiefer) vor. Es ist eine Charakterart der Pflanzengesellschaft Diantho-Festucetum aus dem Verband Seslerio-Festucion pallescentis.
Die ökologischen Zeigerwerte nach Landolt et al. 2010 sind in der Schweiz: Feuchtezahl F = 2 (mäßig trocken), Lichtzahl L = 4 (hell), Reaktionszahl R = 4 (neutral bis basisch), Temperaturzahl T = 4+ (warm-kollin), Nährstoffzahl N = 2 (nährstoffarm), Kontinentalitätszahl K = 4 (subkontinental).

## Systematik und Verbreitung
Die Erstveröffentlichung erfolgte 1753 unter dem Namen (Basionym) Alyssum saxatile durch Carl von Linné in Species Plantarum, Tomus II, Seite 650. Das Artepitheton axatile bedeutet „in Felsen wachsend“. Die Neukombination zu Aurinia saxatilis (L.) Desv. wurde 1815 durch Nicaise Auguste Desvaux in Journal de Botanique, Appliquée à l'Agriculture, à la Pharmacie, à la Médecine et aux Arts. Paris, Band 3, Seite 162 veröffentlicht. Weitere Synonyme für Aurinia saxatilis (L.) Desv. sind: Alyssum bilimekii Willk., Alyssum cheirifolium Steud., Alyssum ephesium Bornm.
In Frankreich, Belgien, Großbritannien, in der Schweiz, Norwegen, Dänemark, Schweden, in Nordamerika und Neuseeland ist Aurinia saxatilis ein Neophyt. Bei den Vorkommen als Neophyten handelt es sich immer um die Unterart Aurinia saxatilis subsp. saxatilis.
Je nach Autor gibt beispielsweise drei oder mehr Unterarten (Auswahl):
- Aurinia saxatilis subsp. megalocarpa (Hausskn.) T.R.Dudley (Syn.: Alyssum orientale var. megalocarpum Hausskn., Alyssum saxatile subsp. megalocarpum (Hausskn.) Rech. f.): Sie kommt im südlichen Italien, in Griechenland und auf Inseln in der Ägäis, auf Kreta sowie Karpathos und im asiatischen Teil der Türkei vor.[7] Die Chromosomenzahl beträgt 2n = 16. Die Schötchen sind etwa 6 bis 8 Millimeter lang und 6,5 bis 10 Millimeter breit und breiter als lang. Der Griffel ist 1 bis 2,5 Millimeter lang. Die grundständigen Blätter sind gezähnt oder buchtig-fiederspaltig.
- Aurinia saxatilis subsp. orientalis (Ard.) T.R.Dudley (Syn.: Alyssum orientale Ard., Alyssum saxatile subsp. orientale (Ard.) Beck ex Rech. f., Alyssum affine Ten., Alyssum saxatile Bory & Chaub. nom. illeg. non L., Alyssum denticulatum Formánek): Sie kommt in Kroatien, Serbien, Kosovo, Albanien, Bulgarien, in Rumänien, Montenegro, Nordmazedonien, Griechenland und im europäischen sowie asiatischen Teil der Türkei vor.[7] Die Chromosomenzahl beträgt 2n = 16. Die Schötchen sind 3,5 bis 5,5 Millimeter lang und 3,5 bis 6 Millimeter breit, breiter als lang oder gleich lang und breit. Die grundständigen Blätter sind gezähnt oder buchtig-fiederspaltig.
- Echtes Felsensteinkraut (Aurinia saxatilis (L.) Desv. subsp. saxatilis, Syn.: Adyseton saxatile (L.) Sweet, Alysson saxatile (L.) Crantz, Alyssum saxatile L. subsp. saxatile, Alyssum arduinoi R.M.Fritsch, Alyssum saxatile subsp. arduinoi (R.M.Fritsch) Hayek, Aurinia saxatilis subsp. arduini (Fritsch) Dostál): Die Chromosomenzahl beträgt 2n = 16[11] oder 48. Es kommt ursprünglich von Mitteleuropa bis zur nördlichen Balkanhalbinsel und in Südrussland vor. Es gibt Fundortangaben für Deutschland, Österreich, Italien, Ungarn, Polen, Tschechien,  die Slowakei, die Ukraine, Kroatien, Albanien, Bulgarien, die Republik Moldau, Nordmazedonien, Griechenland, auf Inseln in der Ägäis, und Georgien.[7][10] In Deutschland kommt das Echte Felsensteinkraut ursprünglich in Brandenburg, Sachsen, Hessen, Baden-Württemberg und im fränkischen Jura sehr selten vor. Das Echte Felssteinkraut steht in Deutschland unter Naturschutz.[4] In der Roten Liste der gefährdeten Pflanzenarten Deutschland von Metzing et al. 2018 ist Aurinia saxatilis in Kategorie 3 = „gefährdet“ geführt, dies ist seit der letzten Liste gleichbleibend.[12] Bei dieser Unterart sind die grundständigen Blätter ganzrandig oder gezähnt.

## Nutzung
Das Felsensteinkraut wird als Zierpflanze genutzt und ist in vielen Ländern verwildert und eingebürgert.